# John Curtin
John Curtin (ur. 8 stycznia 1885 w Creswick, zm. 5 lipca 1945 w Canberze) – australijski polityk. W latach 1941–1945 14. premier Australii z ramienia Partii Pracy. Uważany za jednego z najbardziej znaczących australijskich polityków, według generała Douglasa MacArthura był „jednym z największych mężów stanu okresu II wojny światowej”.
Jego ojciec był policjantem, a Curtin zaczynał jako pracownik drukarni. Zaangażował się w działalność polityczną, podejmując również pracę dziennikarza (od 1917). W 1928 zasiadł w ławach parlamentarnych, a od 1935 stanął na czele Partii Pracy i opozycji. Jako premier pełnił też funkcję ministra obrony, mobilizując kraj do działań wojennych.